# Mount Havener
Mount Havener är ett berg i Antarktis. Det ligger i Västantarktis. Chile gör anspråk på området. Toppen på Mount Havener är 2 800 meter över havet.
Terrängen runt Mount Havener är bergig åt sydväst, men åt nordost är den kuperad. Trakten är obefolkad. Det finns inga samhällen i närheten. 